# Дональд Брашир
Дональд Брашир (англ. Donald Brashear; народився 7 січня 1972, Бедфорд, Індіана, США) —- американський хокеїст, лівий нападник.
У складі національної збірної США учасник чемпіонатів світу 1997 і 1998.
Брашир відомий як «тафгай», тобто гравець, що захищає лідерів команди під час гри.

## Біографія

### Кар'єра
Першим клубом НХЛ у Дональда став легендарний «Монреаль Канадієнс». В перших двох сезонах за канадійців більше матчів грав за фарм-клуб, а в регулярному сезоні НХЛ проводив не більше 20 зустрічей. Лише в третьому сезоні став постійно виходити в основі. Через непорозуміння з тренером в сезоні 1996-1997 років був обміняний в Ванкувер Канакс. У ванкувері грав майже 6 сезонів. Саме в цей період двічі, в 1997 та 1998 роках, запрошувався до виступів за національну команду США з хокею на чемпіонат світу.
21 лютого 2000 року під час зустрічі команд з «Ванкувера» та «Бостона», гравець «Брюїнс» Марті Мак-Сорлі вдарив Брашира ключкою по голові в район правого ока. Брашир впав, втративши шолом. Під час падіння він сильно вдарився головою об лід. Марті Мак-Сорлі був дискваліфікований лігою пожиттєво, а Дональд через декілька тижнів відновився і продовжив свої виступи за Канакс.
В сезоні 2001-2002 років Брашира обміняли у «Філадельфію» на Яна Главача. У складі «Флайєрс» Дональд зіграв майже чотири сезони. Після сезону 2005-2006 років менеджери «Філадельфії» оголосили, що не будуть подовжувати термін угоди з Браширом.
Тож йому довелося змінити команду. Три наступні сезони він грав у складі команди зі столиці США, щоразу підписуючи однорічні угоди. В одному з цих сезонів він виконував обов'язки альтернативного капітана команди. У 2009 році «Вашингтон Кепіталс» вирішили не підписувати нового контракту з гравцем.
Але вже в перший день відкриття ринку вільних агентів НХЛ, він підписав дворічну угоду з «Нью-Йорк Рейнджерс», на загальну суму $2.8 мільйона.

### Особисте життя

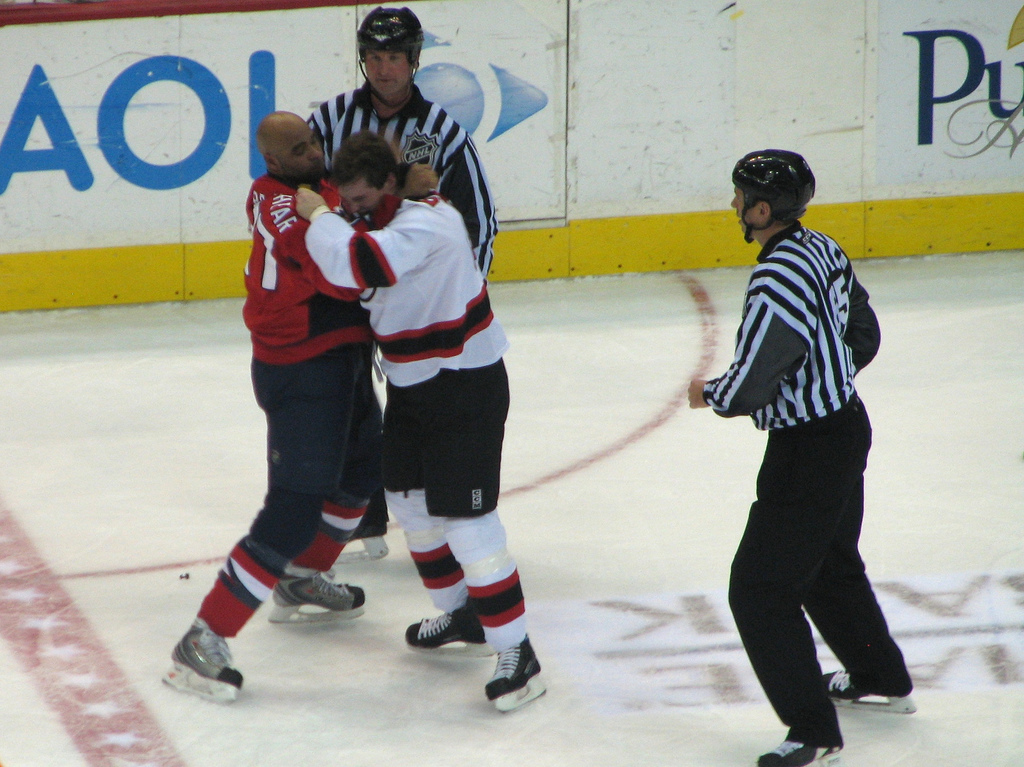
Дональд Брашир у сутичці з Шелдоном Брукбенком

Батько Дональда - афроамериканець, а мати - біла канадійка. Розлучились батьки, коли Брашир ще був зовсім малим. Оскільки батько пиячив, бабуся Дональда відправила його до матері в Канаду. Але у матері також не знайшлося часу на малого Дональда і він був відданий в прийомну сім'ю. За короткий проміжок часу він змінив три таких сім'ї, в останніх з яких і залишився. Окрім нього в родині було ще четверо дітей. Почав займатись хокеєм у 8 років. Оскільки сім'я жила не дуже багато, Браширу доводилося працювати, зокрема розносити газети, аби мати можливість продовжувати заняття хокеєм.
У Дональда Брашира є двоє синів.
Дядько Брашира, Карл Брашир, був першим афроамериканцем, що став військовим водолазом. За мотивами його життя був знятий фільм «Люди честі».

### Статистика
| Сезон                       | Клуб                        | Ліга                        | Регулярна першість          | Регулярна першість          | Регулярна першість          | Регулярна першість          | Плей-оф | Плей-оф | Плей-оф | Плей-оф |
| Сезон                       | Клуб                        | Ліга                        | І                           | Г                           | П                           | О                           | І       | Г       | П       | О       |
| --------------------------- | --------------------------- | --------------------------- | --------------------------- | --------------------------- | --------------------------- | --------------------------- | ------- | ------- | ------- | ------- |
| 1993-1994                   | Монреаль Канадієнс          | НХЛ                         | 14                          | 2                           | 2                           | 4                           | 2       | 0       | 0       | 0       |
| 1994-1995                   | Монреаль Канадієнс          | НХЛ                         | 20                          | 1                           | 1                           | 2                           | -       | -       | -       | -       |
| 1995-1996                   | Монреаль Канадієнс          | НХЛ                         | 67                          | 0                           | 4                           | 4                           | 6       | 0       | 0       | 0       |
| 1996-1997                   | Монреаль Канадієнс          | НХЛ                         | 10                          | 0                           | 0                           | 0                           | -       | -       | -       | -       |
| 1996-1997                   | Ванкувер Канакс             | НХЛ                         | 59                          | 8                           | 5                           | 13                          | -       | -       | -       | -       |
| 1997-1998                   | Ванкувер Канакс             | НХЛ                         | 77                          | 9                           | 9                           | 18                          | -       | -       | -       | -       |
| 1998-1999                   | Ванкувер Канакс             | НХЛ                         | 82                          | 8                           | 10                          | 18                          | -       | -       | -       | -       |
| 1999-2000                   | Ванкувер Канакс             | НХЛ                         | 60                          | 11                          | 2                           | 13                          | -       | -       | -       | -       |
| 2000-2001                   | Ванкувер Канакс             | НХЛ                         | 79                          | 9                           | 19                          | 28                          | 4       | 0       | 0       | 0       |
| 2001-2002                   | Ванкувер Канакс             | НХЛ                         | 31                          | 5                           | 8                           | 13                          | -       | -       | -       | -       |
| 2001-2002                   | Філадельфія Флайєрс         | НХЛ                         | 50                          | 4                           | 15                          | 19                          | 5       | 0       | 0       | 0       |
| 2002-2003                   | Філадельфія Флайєрс         | НХЛ                         | 80                          | 8                           | 17                          | 25                          | 13      | 1       | 2       | 3       |
| 2003-2004                   | Філадельфія Флайєрс         | НХЛ                         | 64                          | 6                           | 7                           | 13                          | 18      | 1       | 3       | 4       |
| 2004-2005                   | Квебек РадіоХ               | LNAH                        | 47                          | 18                          | 32                          | 50                          | -       | -       | -       | -       |
| 2005-2006                   | Філадельфія Флайєрс         | НХЛ                         | 76                          | 4                           | 5                           | 9                           | 1       | 0       | 0       | 0       |
| 2006-2007                   | Вашингтон Кепіталс          | НХЛ                         | 77                          | 4                           | 9                           | 13                          | -       | -       | -       | -       |
| 2007-2008                   | Вашингтон Кепіталс          | НХЛ                         | 80                          | 5                           | 3                           | 8                           | 7       | 1       | 1       | 2       |
| 2008-2009                   | Вашингтон Кепіталс          | НХЛ                         | 63                          | 1                           | 3                           | 4                           | 4       | 0       | 0       | 0       |
| 2009-2010                   | Нью-Йорк Рейнджерс          | НХЛ                         | 36                          | 0                           | 1                           | 1                           | -       | -       | -       | -       |
| 2009-2010                   | Хартфорд Вулф Пек           | АХЛ                         | 27                          | 2                           | 4                           | 6                           | -       | -       | -       | -       |
| Всього в НХЛ                | Всього в НХЛ                | Всього в НХЛ                | 1025                        | 85                          | 120                         | 205                         | 60      | 3       | 6       | 9       |
| Всього на чемпіонатах світу | Всього на чемпіонатах світу | Всього на чемпіонатах світу | Всього на чемпіонатах світу | Всього на чемпіонатах світу | Всього на чемпіонатах світу | Всього на чемпіонатах світу | 14      | 2       | 3       | 5       |